# Walther Heydendorff
Walther Ernst Auspitz (* 30. Oktober 1888 in St. Pölten; † 19. Januar 1974 in Wien) war ein österreichischer k.u.k. Offizier, Widerstandskämpfer, Schriftsteller und Genealoge. Ab 1920 nahm er den Namen seiner Ur-Urgroßmutter, einer Conrad von Heydendorff, an. Daher sein späterer Name Walther Ernst Heydendorff, auch Auspitz-Heydendorff.

## Biografie
Walther Ernst Auspitz kam als Sohn des k.k.Generalmajors und Schriftstellers Leopold Auspitz (1838–1907) und der Henriette Eggenberg (um 1846–1895) zur Welt. Seine Schwester war Christine Auspitz (1878–1928), Literarhistorikerin, sein Großvater der jüdische Wundarzt und Chirurg Moritz Auspitz (1803–1880).
Walter besuchte bis 1908 die Theresianische Militärakademie, seine militärische k.u.k. Laufbahn endete am 1. Dezember 1920 mit dem Ruhestand. Er nahm den Namen Heydendorff an, da der Name Auspitz jüdischer Herkunft war, was ihn bereits in den Zwanziger Jahren gefährdete.
Ab 1922 war er als Titular-Major Walter Heydendorff Mitglied des Wiener Heimatschutzes, arbeitete in der Privatwirtschaft und war Mitarbeiter am Generalstabswerk Österreich-Ungarns letzter Krieg im Kriegsarchiv. Im Januar 1934 unterstand ihm das 2. Regiment der Heimwehr, vor einer Einberufung bis zu März 1938 zum Österreichischen Bundesheer blieb er verschont. Nach dem „Anschluss Österreichs“ an das Deutsche Reich  war er ein führendes Mitglied des Widerstandes um Hans Sidonius Becker in der Widerstandsorganisation O5. Zum Ende des Zweiten Weltkrieges, am 1. Mai 1945, wurde er Präsidialchef im Heeresamt Abteilung 1, Führungsabteilung der Staatskanzlei bis zu dessen Auflösung. Mit dem Kriegsende kümmerte er sich besonders um Informationen für Heimkehrer und hielt Rundfunkvorträge im Wiener Radio. Ab dem 8. Januar 1946 war er wieder im Kriegsarchiv beschäftigt, ehe er von 1950 bis 1953 als Archivar im Wiener Haus-, Hof- und Staatsarchiv tätig war. Er schied als Regierungsrat aus und war ab 1957 Doktor der Philosophie. Er schrieb verschiedene geschichtliche Abhandlungen und veröffentlichte ein genealogisches Werk über seine Vorfahren.
Walter Heydendorff wurde am 1. Februar 1974 auf dem Friedhof der Feuerhalle Simmering in der Familiengrabstätte MH/429, gemeinsam mit seiner Ehefrau Hilda Bernhardine (* um 1889; † Dezember 1966), bestattet.

## Werke
- Mitarbeit an: Österreich-Ungarns letzter Krieg 1914–1918 Band I–IV Verlag der Militärwissenschaftlichen Mitteilungen, Wien 1933–1939
- Österreich in der Geschichtslüge. Die Wurzel der Lüge. Einblattdruck Wien 1945, (gedruckter Rundfunkvortrag vom 4. August 1945)
- Aussprüche über Osterreich und Preußen aus zwei Jahrhunderten, Wien 1945, (gedruckter Rundfunkvortrag vom 1. September 1945)
- Österreich und Preußen im Spiegel österreichischer Geschichtsauffassung, Obelisk-Verlag Wien 1947
- Carnuntum. Geschichte und Probleme der Legionsfeste und der Zivilstadt, Obelisk-Verlag 1947
- Die Fürsten und Freiherren zu Eggenberg und ihre Vorfahren, Verlag Styria Graz-Wien-Köln 1965
- Vorderösterreich im Dreißigjährigen Kriege. Der Verlust der Vorlande am Rhein und die Versuche zu ihrer Rückgewinnung. 1639–1648. MÖStA Band 13, 1960; Band 12, 1959
- Korrespondenzen des Feldmarschalls Octavio Piccolomini in den Akten des Wiener Haus-, Hof- und Staatsarchivs. MÖStA Band 14, 1961
- Die Kriegsakten im Haus-, Hof- und Staatsarchiv. MÖStA Band 8, 1955; Band 6, 1953; Band 5, 1952; Band 4, 1951